# Jeux de glaces
Pour les articles homonymes, voir Jeux de glaces (homonymie).
Jeux de glaces (titre original : They Do It with Mirrors) est un roman policier d'Agatha Christie, de type « whodunit », mettant en scène la détective amateur Miss Marple. Il est publié en 1952 aux États-Unis sous le titre Murder with Mirrors, puis le 17 novembre de la même année au Royaume-Uni sous le titre original, et en 1953 en France.
Miss Marple est envoyée par Ruth, une amie d'enfance, au manoir où réside Carrie-Louise, la sœur de Ruth, afin de vérifier que Carrie-Louise n'est pas en danger de mort. Quelques jours après l'arrivée de Miss Marple, c'est le fils du premier époux de Carrie-Louise qui est découvert assassiné. Alors que la police n'a pas de piste sérieuse, deux autres hommes sont assassinés peu après.

## Personnages
- Les victimes
  - Christian Gulbrandsen : fils biologique d'Eric Gulbrandsen, premier mari de Carrie-Louise (et donc demi-frère de Mildred et beau-fils de de Carrie-Louise) ; membre du conseil d'administration du centre de réinsertion.
  - Alex Restarick : frère ainé de Stephan Restarick, il porte à Carrie-Louise la même affection filiale que son frère. Il est amoureux de Gina, et donne aussi un coup de main pour la réalisation des pièces de théâtre du centre.
  - Ernie Gregg : un des jeunes en difficulté du centre, très actif dans le travail théâtral.

- Les enquêteurs
  - Miss Jane Marple : vieille demoiselle, détective amateur.
  - Inspecteur Curry : policier chargé de l'enquête.
  - Sergent Lake : assistant de l'inspecteur Curry.

- Amies de Miss Marple
  - Ruth : amie d'enfance de Jane Marple ; sœur aînée de Carrie Louise.
  - Caroline Louise (dite « Carrie-Louise »)  : sœur cadette de Ruth, et aussi amie d'enfance de Miss Marple.

- Personnages en lien avec le premier mari de Carrie-Louise
  - Eric Gulbrandsen (cité seulement) : décédé ; premier mari de Carrie-Louise ; père de Christian Gulbrandsen (précédente union) et de Mildred Gulbrandsen-Strete.
  - Mildred Strete : fille biologique d'Eric Gulbrandsen et de Carrie-Louise ; veuve et sans enfant ; sœur de Pippa Gulbrandsen.
  - Pippa Gulbrandsen (citée seulement) : décédée ; fille adoptive d'Eric Gulbrandsen et de Carrie-Louise ; mère de Gina Gulbrandsen-Hudd ; sœur de Mildred Strete.
  - Gina Gulbrandsen épouse Hudd : fille de Pippa Gulbrandsen ; petite-fille d'Eric Gulbrandsen et de Carrie-Louise.
  - Walter Hudd : mari américain de Gina Gulbrandsen.

- Personnages en lien avec le deuxième mari de Carrie-Louise
  - John (« Johnnie ») Restarick (cité seulement) : décédé ; deuxième mari de Carrie-Louise ; père de Stephan (« Steven ») Restarick et d'Alex Restarick.
  - Alex Restarick : voir ci-dessus, § « Victimes ».
  - Stephan (« Steven ») Restarick : frère d'Alex ; comme son frère, il porte à Carrie-Louise la même affection filiale ; il est amoureux de Gina.

- Personnages en lien avec le troisième mari de Carrie-Louise
  - Lewis Serrocold : troisième mari de Carrie-Louise ; il a une fortune personnelle et est devenu un fervent défenseur de la réinsertion des jeunes paumés hébergés dans la propriété.

- Autres personnages importants
  - Edgar Lawson : l'un des jeunes paumés hébergés dans le centre ; psychologiquement perturbé, il est arrivé environ un mois avant le début du roman.
  - Ernie Gregg : voir ci-dessus, § « Victimes ».
  - Juliet Bellever (surnommée « Jolly ») : secrétaire, gouvernante et dame de compagnie de Carrie-Louise depuis plus de vingt ans.
  - Docteur Maverick : psychiatre coordinateur du programme de réinsertion des jeunes paumés.

## Résumé
Le roman est composé de six chapitres, numérotés de I à VI, de tailles différentes.

### Chapitre I
Alors que Jane Marple rencontre sa vieille amie d'enfance Ruth, celle-ci lui révèle qu'elle est préoccupée par sa sœur Carrie-Louise. Elle a le sentiment diffus mais tenace qu'il y a un « problème » dans la propriété de sa sœur et propose à Miss Marple d'aller enquêter au manoir d'origine victorienne qui a été transformé en centre de réinsertion pour jeunes paumés. Les activités sont organisées par le troisième époux de Carrie-Louise, Lewis Serrocold, et les soins psychologiques par le docteur Maverick.
Miss Marple, qui n'a plus revu Carrie-Louise depuis des années, accepte de se rendre au manoir « Stonygates » chez son ancienne amie. Elle découvre les membres de la famille élargie : Carrie-Louise, Lewis Serrocold (son 3e marie), Mildred Strete (fille biologique d'Eric Gulbrandsen et de Carrie-Louise), Gina Gulbrandsen épouse Hudd (petite-fille d'Eric Gulbrandsen et de Carrie-Louise), Walter Hudd (mari américain de Gina), Stephan (« Steven ») Restarick (fils du deuxième mari de Carrie-Louise). En revanche, le frère de Steven, Alexis Restarick, n'est pas présent dans la propriété.
En lien avec les habitants de la maisonnée, Jane Marple fait aussi connaissance du jeune Edgar Lawson (l'un des jeunes paumés hébergés dans le centre) qui souffre apparemment de problèmes psychiques, et de Juliet Bellever (surnommée « Jolly »), la secrétaire, gouvernante et dame de compagnie de Carrie-Louise depuis plus de vingt ans.
Le lendemain de l'arrivée de la vieille dame, Christian Gulbrandsen (fils biologique du premier mari [décédé] de Carrie-Louise), arrive au manoir. Il souhaite rencontrer en urgence Lewis Serrocold. Comme ce dernier est parti en déplacement à Liverpool, Gulbrandsen, qui n'avait pas prévenu de son arrivée, est obligé de dormir la nuit au manoir.
Le jour d'après, en fin de journée, Lewis Serrocold revient au manoir. Gulbrandsen et lui ont une discussion secrète, dont Miss Marple entend des bribes inquiétantes, tendant à des efforts pour « protéger » et « ménager » Carrie Louise d'une menace. Lewis Serrocold revient voir les membres de la maisonnée, et Christian Gulbrandsen déclare qu'il doit taper une importante lettre à la machine à écrire. 
Après le dîner, Edgar Lawson (l'un des jeunes paumés hébergés dans le centre) a un comportement montrant qu'il est en effet psychologiquement perturbé. Il s'enferme dans une pièce adjacente au salon avec Lewis Serrocold et formule en hurlant des reproches à son encontre, l'accusant de manipulation et de mensonges, et affirmant que Lewis est son père naturel. Le système électrique tombe en panne : il faut réenclencher le système (« changer les plombs »). Walter propose de réparer les choses et quitte la pièce. On tente sans succès d'enfoncer la porte. Puis on entend un coup de feu dont on ignore l'origine. Puis, après quelques minutes d'accalmie, deux coups de feu sont tirés dans la pièce où se trouvent Lewis et Edgar. 
Edgar Lawson et Lewis Serrocold sortent finalement indemnes de la pièce. Walter Hudd, le mari américain de Gina, revenu du système électrique qu'il a réinitialisé, pense reconnaître son propre pistolet et désigne les impacts de deux coups de feu qui ont été tirés en direction du mur de la pièce. Edgar Lawson remet le pistolet à Lewis, pleure abondamment et s'excuse en bafouillant. 
Juliet Bellever, qui était allée chercher le double des clefs de la pièce où Edgar et Lewis se disputaient, annonce qu'elle a appelé la police : elle a découvert Christian Gulbrandsen mort d'une balle, au sein du bureau dans lequel il s'était retiré pour taper la lettre à la machine à écrire.

### Chapitre II
Alexis Restarick se présente alors au manoir. Arrivé une dizaine de minutes auparavant au portail d'entrée, il dit qu'il était resté dans le parc, en train de rêver à des décors de théâtre. Il apprend les événements dramatiques qui viennent de se produire.
Lewis, Carrie-Louise et Miss Marple se rendent dans le cabinet de travail et constatent que Christian a effectivement été assassiné. Il ne s'agit pas d'un suicide.
Les policiers, en la personne de l'inspecteur Curry et du sergent Lake, ne tardent pas à arriver au manoir. Ils procèdent à une enquête rapide : visite du cabinet de travail où Christian Gulbrandsen a été assassiné ; audition de Juliet Bellever, de Miss Marple et de Lewis Serrocold.
Juliet Bellever (« Jolly ») constate la disparition du courrier que Christian tapait à la machine la veille au soir. 
Le lendemain matin, Lewis révèle que c'est lui qui a retiré cette lettre. Il la remet, non terminée, à la police. Il dit qu'il craignait que son épouse la lise : le courrier indique un danger qui menace Carrie-Louise. Lewis évoque auprès de Miss Marple et des policiers ses suspicions concernant la possibilité d'un empoisonnement à l'arsenic de Carrie-Louise. 
On évoque aussi les personnes qui hériteraient de Christian et de Carrie-Louise si les deux décédaient à court terme. Les principaux bénéficiaires seraient Mildred et Gina.

### Chapitre III
Les policiers auditionnent une seconde fois Miss Marple. Le trio évoque les suspects potentiels. Ils révèlent à la vieille dame qu'ils ont écarté de la liste des suspects les jeunes gens hébergés dans la partie « réinsertion » de la propriété : aucun d'eux n'est sorti des logements qui leur sont réservés. Il en est de même des domestiques de la propriété. Le coupable du meurtre est donc forcément l'un des membres de la maisonnée.
Les policiers auditionnent ensuite successivement :
- le docteur Maverick,
- Walter Hudd,
- Alex Restarick,
- Steven Restarick,
- Gina Hudd,
- enfin Mildred Strete.

### Chapitre IV
Les policiers auditionnent Edgar Lawson, qui s'excuse de son comportement de la veille, mais qui maintient être le fils naturel de Lewis Serrocold.
Ils découvrent le pistolet qui a servi au meurtre de Christian : l'arme a été cachée dans le tabouret du piano du hall. Il ne s'agit pas du pistolet de Walter Hudd.
Les policiers se focalisent sur les deux personnes suspectées : d'une part Walter, qui avait quitté le hall pour rebrancher le système électrique (les plombs avaient fondu) et qui avait l'opportunité de tuer Christian hors la présence des autres membres de la famille, et d'autre part Alexis Restarick qui, selon l'inspecteur, a mis « beaucoup de temps » entre son entrée dans la propriété et son arrivée effective dans le hall. Il aurait pu se rendre dans le cabinet de travail où se trouvait Christian, le tuer, puis revenir comme si de rien n'était.
Toutefois Miss Marple ne croit pas à ses hypothèses. C'est Edgar qui avait le pistolet de Walter, et non celui-ci. Quant au mobile, aucun des deux hommes n'en avait un de sérieux. Elle poursuit son enquête parallèle et interroge Carrie-Louise sur la mère (décédée) de Gina ; Crrie-Louise lui répond qu'il s'agit d'une ancienne criminelle qui avait empoisonné son mari avec de l'arsenic.
C'est alors qu'on reçoit au manoir une boîte de chocolats envoyée, selon une carte jointe à la boîte, par Alexis Restarick. Miss Marple empêche Carrie-Louise d'en manger et craint une tentative d'empoisonnement. Bien lui en prend : interrogé, Alexis déclare qu'il n'a jamais envoyé de boîte de chocolats à la vieille dame. Les choses paraissent claires : l'empoisonneur avait posté la boîte avant l'arrivé d'Alexis au manoir et voulait que les soupçons se dirigent vers le jeune homme. Si ce dernier n'avait pas inopinément décidé de se rendre au manoir, il aurait été accusé du meurtre de Carrie-Louise.
Plus tard, Ernie, un des jeunes gens hébergés au centre de réinsertion, se vante devant diverses personnes qu'il se promenait dans le parc envahi par le brouillard le soir du meurtre de Christian. Il déclare à qui veut l’entendre qu'il va bientôt faire des révélations fracassantes à ce sujet.

### Chapitre V
Gina a des discussions successives avec Stephen et Alex. Les deux jeunes gens sont amoureux d'elle et lui suggèrent de quitter Walter. La jeune femme est troublée : Walter l'aime-t-il ? Et elle, l'aime-t-elle ? 
Pendant ce temps, Carrie-Louise est informée par Lewis que quelqu'un a tenté de l'empoisonner. La vieille femme est sceptique, d'autant plus qu'on n'a pas encore reçu les analyses biologiques de ses médicaments et de la boîte de chocolats.
À la suite de réflexions faites par les policiers et Alexis, Miss Marple pense à l'idée d'une mystification comme celle que réalisent les magiciens au music-hall : ce qu'il s'est passé dans le hall ressemble à une mise en scène, un détournement de l'attention.
Gina engage avec Walther une discussion sur leurs relations conjugales : Veulent-ils rester en Angleterre ? veulent-ils continuer à vivre ensemble ? veulent-ils divorcer ? L'entretien se termine par l'hypothèse d'une séparation.
Mais un second drame a lieu : on découvre les cadavres d'Alexis et de l'un des jeunes pensionnaires, Ernie Gregg, dans la pièce aménagée pour le théâtre. Les deux hommes ont eu le crâne fracassé par un contrepoids massif du décor. Les circonstances de leur mort montrent qu'il ne s'agit pas d'un accident mais d'un meurtre.

### Chapitre VI
Le lendemain, Miss Marple a dénoué les fils de l'affaire. Elle révèle aux protagonistes ce qu'il s'est passé.
Dans les tours de magie, il y a souvent le tour de « la femme coupée en deux », où l'on voit les jambes d'une femme dépassant d'une boîte, et la tête de la femme dans une autre boîte. En fait, l'explication est simple : il y a deux femmes au total, une dans chaque boîte, alors que les spectateurs croient qu'il n'y en a qu'une. Dans la présente affaire, c'est l'inverse : il n'y a qu'un seul assassin, alors qu'il y avait concomitamment deux scènes dramatiques.
C'est Lewis l'assassin. Christian lui avait révélé, le mois précédent, qu'il avait remarqué des détournements de fortes sommes d'argent. Lewis avait décidé de le tuer. Il avait fait venir à la résidence Edgar, faux jeune paumé mais vrai acteur de théâtre. Le plan était simple et avait été mis en œuvre : une fausse scène de violente dispute, puis Lewis avait quitté le bureau par la terrasse pendant qu'Edgar continuait à faire croire à l'existence de la dispute, puis le meurtre de Christian par Lewis, puis le retour de celui-ci par la terrasse et la reprise de son rôle. Personne n'avait imaginé qu'il avait quitté la pièce avec la complicité d'Edgar. Récemment, Lewis a tué Alexis et Ernie car il pensait que les deux hommes avaient découvert des éléments à charge à son encontre.
Se voyant découvert, Edgar s'enfuit. Il se place sur une barque pour descendre la rivière qui borde la propriété. Mais la barque est vermoulue et coule. Edgar ne sait pas nager et se noie. Lewis le poursuit, tente de le sauver mais se noie avec lui.
Miss Marple évoque une théorie : il est possible qu'Edgar ait réellement été le fils naturel de Lewis, et ce dernier a tenté de le sauver de la noyade pour amour paternel. Les deux coupables sont finalement morts.
Concernant l'empoisonnement de Carrie-Louise à l'arsenic, Lewis avait lancé une fausse piste pour dérouter la police. Carrie-Louise n'a jamais fait l'objet d'un empoisonnement par quiconque. C'est Lewis qui avait rajouté quelques grammes d'arsenic dans ses médicaments au moment où il les avait remis aux policiers. La boîte de chocolats n'était pas empoisonnée.
Gina et Walther ont décidé de sauver leur couple : ils vont quitter l'Angleterre et regagner les États-Unis.

## Titre
Le titre du roman provient d'une expression bien connue en Angleterre : 
« Tout ça c'est fait avec de la fumée et des miroirs » (« It's all done with smoke and mirrors »)
qui fait référence aux tours de prestidigitation dont la vogue avait été lancée au XIXe siècle par Jean-Eugène Robert-Houdin et portée à son apogée au début du XXe siècle par le magicien Harry Houdini. Dans le roman, Miss Marple devine que le meurtrier manipule les perceptions de son entourage, pour lancer les policiers sur de fausses pistes.

## Écriture
Dans le roman, Agatha Christie donne plusieurs éléments sur l'enfance de Miss Marple : on apprend qu'elle a grandi dans une maison de cathédrale ((en) cathedral close) et qu'elle a étudié dans une école italienne avec Ruth et Caroline, "Carrie" Louise Serrocold.

## Éditions
- Au Royaume-Uni
  - Première publication dans une version plus courte en revue, aux États-Unis, sous le titre Murder with Mirrors, en avril 1952 dans le magazine Cosmopolitan, avec des illustrations de Joe Bowler.
  - Première publication dans une version plus courte, en revue et en six épisodes, au Royaume-Uni, sous le titre original et dans l'hebdomadaire John Bull, avec des illustrations de George Ditton.
  - (en) Murder with Mirrors, New York, Dodd, Mead and Company, 1952, 187 p.
  - (en) They Do It with Mirrors, Londres, Collins Crime Club, 17 novembre 1952, 192 p.

- En France
  - Jeux de glaces (trad. Clarisse Frémiet), Paris, Librairie des Champs-Élysées, coll. « Le Masque » (no 442), 1953, 243 p. (BNF 31945522)
  - Jeux de glaces (trad. Jean-Marc Mendel), dans : L'Intégrale : Agatha Christie (trad. de l'anglais, préf. Jacques Baudou), t. 9 : Les années 1949-1953, Paris, Librairie des Champs-Élysées, coll. « Les Intégrales du Masque », 1996, 1214 p. (ISBN 2-7024-2318-3, BNF 35805681)

## Adaptations
- 1985 : Jeux de glaces (Murder with Mirrors), téléfilm américain de Dick Lowry pour CBS, avec Helen Hayes dans le rôle de Miss Marple ;
- 1991 : Le Manoir de l'illusion (They Do It with Mirrors), téléfilm de la série britannique Miss Marple de BBC One, avec Joan Hickson dans le rôle de Marple ;
- 2001 : They Do It with Mirrors, feuilleton radiophonique de BBC Radio 4, avec June Whitfield donnant sa voix à Marple ;
- 2009 : Jeux de glaces (They Do It with Mirrors), téléfilm de la série britannique Miss Marple d'ITV, avec Julia McKenzie dans le rôle de Marple ;
- 2013 : Jeux de glaces, téléfilm de la série française Les Petits Meurtres d'Agatha Christie de France 2. Le personnage de Miss Marple y est absent, remplacé par le duo d'enquêteurs Laurence/Avril joués par Samuel Labarthe et Blandine Bellavoir.